# وحيد قليج
وحيد قليج (بالفارسية: وحید قلیچ)، من مواليد 16 ديسمبر 1957، هو لاعب كرة قدم إيراني معتزل، كان يلعب بمركز حراسة المرمى، بدأ مسيرته الكروية مع نادي برسبوليس عام 1980، وكان من ضمن تشكيلة المتنخب الإيراني التي شاركت في بطولة كأس آسيا 1992 في اليابان، وقبلها بسنوات قليلة، لعب قليج مباراة واحدة فقط عام 1989 مع منتخب بلاده، واعتزل اللعب نهائياً سنة 1992، حيث لعب 232 مباراة مع ناديي برسبوليس وبورا.